# Halabja (província)
Halabja (em árabe: حلبجة, lit. 'Ḥalābjah') é uma das 19 províncias do Iraque. Possui 880 quilômetros quadrados e segundo censo de 2018, havia 109 000 habitantes. Sua capital fica em Halabja.